# Montell Jordan
Montell Du'Sean Jordan (ur. 3 grudnia 1968 w Los Angeles) – amerykański wokalista R&B, Autor tekstów i producent muzyczny. Ukończył studia na Uniwersytecie Pepperdine i uzyskał dyplom licencjacki w dziedzinie transportu. Był członkiem stowarzyszenia Kappa Alpha Psi Fraternity, skupiającego czarnoskórych studentów. Pierwszy album This is How We Do It nagrał w 1995. Promował go singel pod tym samym tytułem. Obecnie pracuje nad kolejnym krążkiem.

## Dyskografia
- 1995: This is How We Do It
- 1996: More...
- 1998: Let's Ride
- 1999: Get It On...Tonite
- 2002: Montell Jordan
- 2003: Life After Def